# Blassschnabeltoko

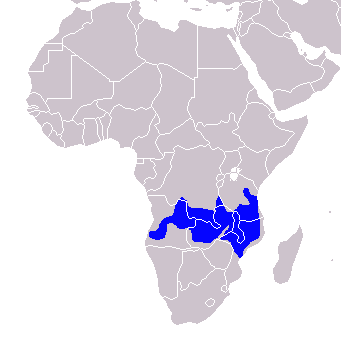
Verbreitungskarte des Blassschnabeltokos

Der Blassschnabeltoko (Lophoceros pallidirostris, Synonym: Tockus pallidirostris) ist eine Vogelart, die zu den Nashornvögeln (Bucerotidae) gehört und in Subsahara-Afrika vorkommt. Wie alle Nashornvögel der Gattung der Tokos ist auch der Blassschnabeltoko ein Höhlenbrüter. Das Weibchen mauert sich in der Nisthöhle ein und wird während der Brutzeit vom Männchen gefüttert. Trotz des vergleichsweise großen Verbreitungsgebietes werden lediglich zwei Unterarten für diese Art unterschieden.
Die Bestandssituation des Blassschnabeltoko wurde 2016 in der Roten Liste gefährdeter Arten der IUCN als „Least Concern (LC)“ = „nicht gefährdet“ eingestuft.

## Merkmale
Der Blassschnabeltoko erreicht eine Körperlänge von bis zu 50 Zentimeter und wiegt zwischen 200 und 325 Gramm. Der Geschlechtsdimorphismus ist nicht stark ausgeprägt.

### Merkmale der Nominatform
Männchen haben einen dunkelgrauen Hals und Nacken. Ein breiter weißer Streifen verläuft von oberhalb des Auges bis zum Nacken. Der Rücken ist schwarz, die Schwanzfedern rußbraun mit weißen Spitzen, die nur beim mittleren Paar der Steuerfedern fehlen. Die Körperunterseite ist weißlich. Hand- und Armschwingen sowie die Federn der Flügeldecken sind rußbraun mit schmalen isabellfarbenen Säumen. Der Schnabel ist cremegelb mit einigen grauen Flecken und einer grauen Spitze. Das Horn endet abrupt im vorderen Drittel des Schnabels. Die Augen sind rot bis rotbraun, die Beine und Füße sind rußbraun.
Die Weibchen entsprechen den Männchen im Körpergefieder, haben aber ein kleineres und kürzeres Horn. Die Augen sind braun. Bei Jungvögeln ist der Schnabel noch kleiner.

### Merkmale der UnterartTockus pallidirostris neumanni
Die Unterart Lophoceros pallidirostris neumanni (Reichenow, 1894) ist etwas kleiner als die Nominatform Lophoceros pallidirostris pallidirostris. Kopf und Hals sind blasser als bei der Nominatform, der Schnabel weist eine rötliche Spitze auf, die bis zum Horn und den Schneiden des Schnabels reicht. Bei beiden Geschlechtern ist die Iris braun.

### Stimme
Die Rufe des Blassschnabeltokos sind langgezogene Pfiffe, die den Rufen des Grautokos ähneln, aber etwas tiefer und weicher sind als bei dieser Art der Tokos.

## Verwechselungsmöglichkeiten
Das Verbreitungsgebiet des Blassschnabeltokos überlappt sich in einigen Regionen mit dem des Grautokos. Dieser hat ein ähnliches Körpergefieder, ein vergleichbares Flugbild und eine ähnliche Stimme. Das auffälligste Unterscheidungsmerkmal zwischen den beiden Arten ist der Schnabel, der beim Grautogo beim Männchen schwarz und weiß ist beziehungsweise kastanienbraun und cremefarben bei den Weibchen ist. Alle anderen Arten des Tokos haben ein deutlich dunkleres Körpergefieder.

## Verbreitungsgebiet und Lebensraum
Die Nominatform kommt in Angola und im Osten Sambias vor, er fehlt aber im Tal des Luangwa und ist bislang nur einmal am Westufer des Tanganjikasees beobachtet worden. Die Unterart T. p. neumanni ist in Sambia, dem Osten des Luangwa-Tals, in Malawi, Mosambik und im Süden von Tansania verbreitet. Im Süden von Kenia ist diese Unterart gelegentlich gleichfalls zu beobachten.
Der Lebensraum sind dichte Bestände der Brachystegia in weitständigen Waldsavannen unterhalb von 1400 Höhenmetern. Der Grautogo, mit dessen Verbreitungsgebiete sich der Blassschnabeltoko teilweise überlappt, besiedelt dagegen dichtere Waldbestände.

## Lebensweise
Der Blassschnabeltoko findet seine Nahrung überwiegend in Baumwipfeln, kommt gelegentlich aber auch auf den Boden, um dort nach Nahrung zu suchen. Gewöhnlich ist er paarweise oder in kleinen Familientrupps von fünf bis acht Individuen zu beobachten.
Das Nahrungsspektrum und die Brutbiologie des Blassschnabeltokos sind bislang nicht abschließend untersucht. Vermutlich ist der Blassschnabeltoko omnivor mit einem Nahrungsspektrum, das neben animalischer Kost auch Früchte und Samen umfasst.
Wie alle Tokos ist auch der Blassschnabeltoko ein Höhlenbrüter. Die Nisthöhle befindet sich in Bäumen. Das in der Nisthöhle sitzende Weibchen verdichtet den Höhleneingang bis zu einem schmalen, vertikalen Schlitz. Die Männchen trägt Futter an und füttert sowohl das Weibchen als auch die später schlüpfenden Nestlinge. Während sie über mehrere Wochen in der Nisthöhle sitzt, durchläuft das Weibchen die Mauser.

## Trivia
Mit der Unterart Lophoceros pallidirostris neumanni ehrte der Erstbeschreiber Reichenow den deutschen Ornithologen und Afrikareisenden Oscar Neumann, der auf zwei langen Afrikareisenden zahlreiche Vogelarten dieses Kontinents beschrieb.

## Einzelbelege
1. ↑  Lophoceros pallidirostris in der Roten Liste gefährdeter Arten der IUCN 2016. Eingestellt von: BirdLife International, 2016. Abgerufen am 3. Oktober 2017.
2. ↑  Kemp: The Hornbills - Bucerotiformes. S. 122.
3. ↑  Kemp: The Hornbills - Bucerotiformes. S. 121.
4. ↑  Rufe des Blassschnabeltokos auf Xeno-Canto, aufgerufen am 2. Oktober 2016
5. ↑  Bo Beolens, Michael Watkins: Whose Bird? Men and Women Commemorated in the Common Names of Birds. Christopher Helm, London 2003, S. 205 (englisch).